# Paris E-Prix 2018
Der Paris E-Prix 2018 (offiziell: 2018 Qatar Airways Paris E-Prix ) fand am 28. April auf dem Circuit des Invalides in Paris statt und war das achte Rennen der FIA-Formel-E-Meisterschaft 2017/18. Es handelte sich um den dritten Paris E-Prix.

## Bericht

### Hintergrund
Nach dem Rom E-Prix führte Jean-Éric Vergne in der Fahrerwertung mit 18 Punkten vor Sam Bird und mit 37 Punkten vor Felix Rosenqvist. In der Teamwertung hatte Techeetah 34 Punkte Vorsprung auf DS Virgin und 49 Punkte Vorsprung auf Mahindra Racing.
Bei NIO gab es vor diesem Rennen einen Fahrerwechsel: Luca Filippi, der in der bisherigen Saison lediglich einen Punkt erzielt hatte und auf dem 20. Platz der Fahrerwertung lag, wurde durch Ma Qinghua ersetzt.
Mit Sébastien Buemi und Lucas di Grassi traten zwei ehemalige Sieger zu diesem Rennen an.
Daniel Abt, Buemi und di Grassi erhielten einen sogenannten FANBOOST, sie durften die Leistung ihres zweiten Fahrzeugs einmal auf bis zu 200 kW erhöhen und so bis zu 100 Kilojoule Energie zusätzlich verwenden. Für Abt war es der sechste, für Buemi der siebte und für di Grassi der vierte FANBOOST in dieser Saison.

### Training
Im ersten freien Training fuhr Bird in 1:01,698 Minuten die Bestzeit vor di Grassi und Abt. Das Training wurde nach Unfällen von Nelson Piquet jr. und Rosenqvist unterbrochen. Piquet beschädigte das Fahrzeug dabei so stark, dass das Monocoque gewechselt werden musste.
Di Grassi war im zweiten freien Training mit einer Rundenzeit von 1:00,881 Minuten Schnellster vor Vergne und Mitch Evans. Auch dieses Training wurde nach einem Unfall von Piquet unterbrochen.

### Qualifying

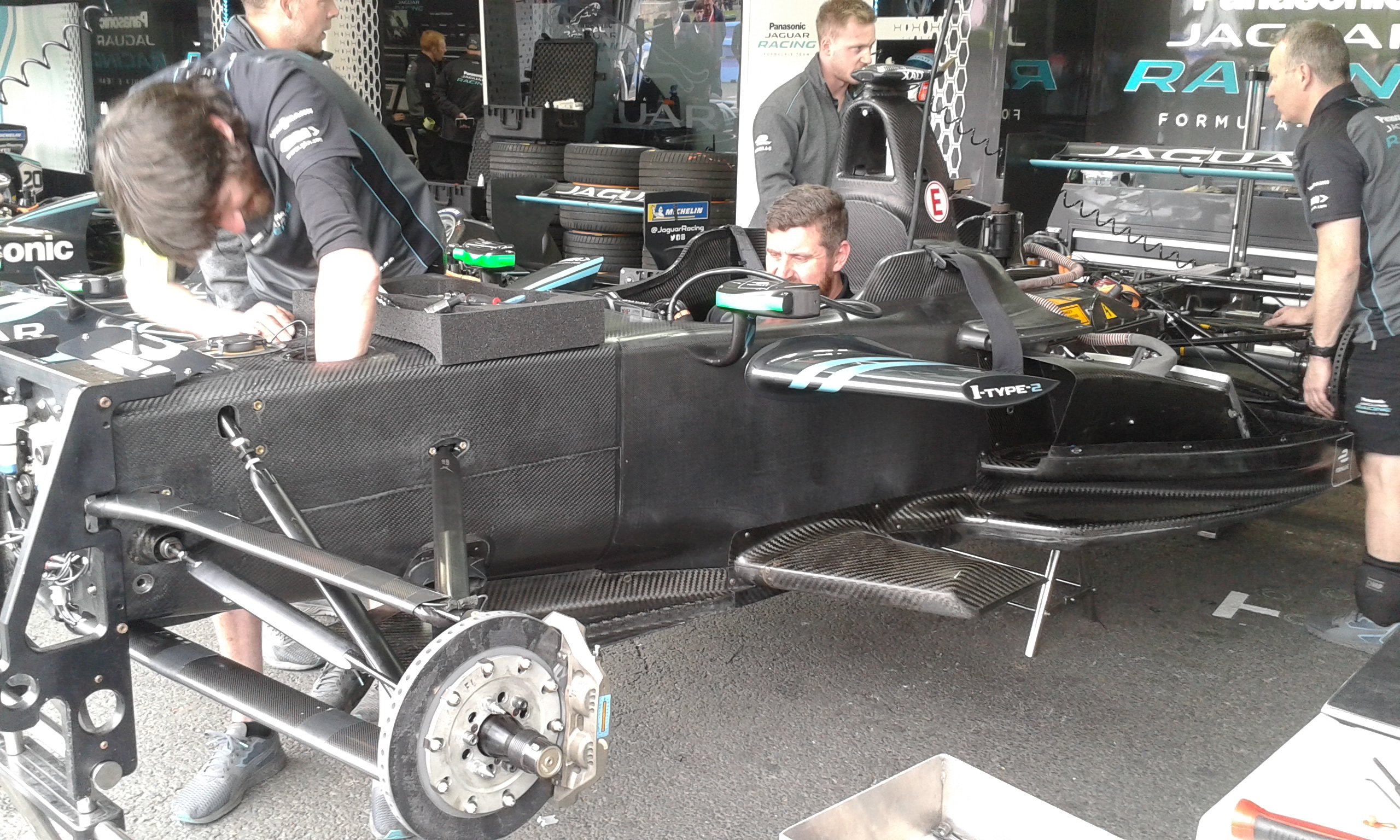
Jaguar-Mechaniker reparieren das beschädigte Fahrzeug von Nelson Piquet jr., der das Qualifying daher auslassen muss

Das Qualifying begann um 12:00 Uhr und fand in vier Gruppen zu je fünf Fahrern statt, jede Gruppe hatte sechs Minuten Zeit, in der die Piloten maximal eine gezeitete Runde mit einer Leistung 170 kW und anschließend maximal eine gezeitete Runde mit einer Leistung von 200 kW fahren durften. Piquet nahm nicht am Qualifying teil, da seine beiden Fahrzeuge nach den Unfällen im freien Training beschädigt waren und qualifizierte sich nicht für den E-Prix. Vergne war mit einer Rundenzeit von 1:01,508 Minuten Schnellster. 
Die fünf schnellsten Fahrer fuhren anschließend im Superpole genannten Einzelzeitfahren die ersten fünf Positionen aus. Vergne sicherte sich mit einer Rundenzeit von 1:01,144 Minuten die Pole-Position und damit drei Punkte. Die weiteren Positionen belegten Bird, André Lotterer, Maro Engel und António Félix da Costa.
Mitch Evans wurde wegen eines Getriebewechsels um zehn Startplätze nach hinten versetzt. Da dies von Platz 13 nicht vollständig möglich war, erhielt er zusätzlich eine Zeitstrafe von fünf Sekunden. Edoardo Mortara wurde um drei Startplätze nach hinten versetzt, da er im freien Training bei roten Flaggen zu schnell gefahren war.

### Rennen
Das Rennen ging über 49 Runden.
Vergne gewann das Rennen vor di Grassi und Bird. Die restlichen Punkteplatzierungen belegten Engel, Buemi, Lotterer, Abt, Rosenqvist, Oliver Turvey und José María López.

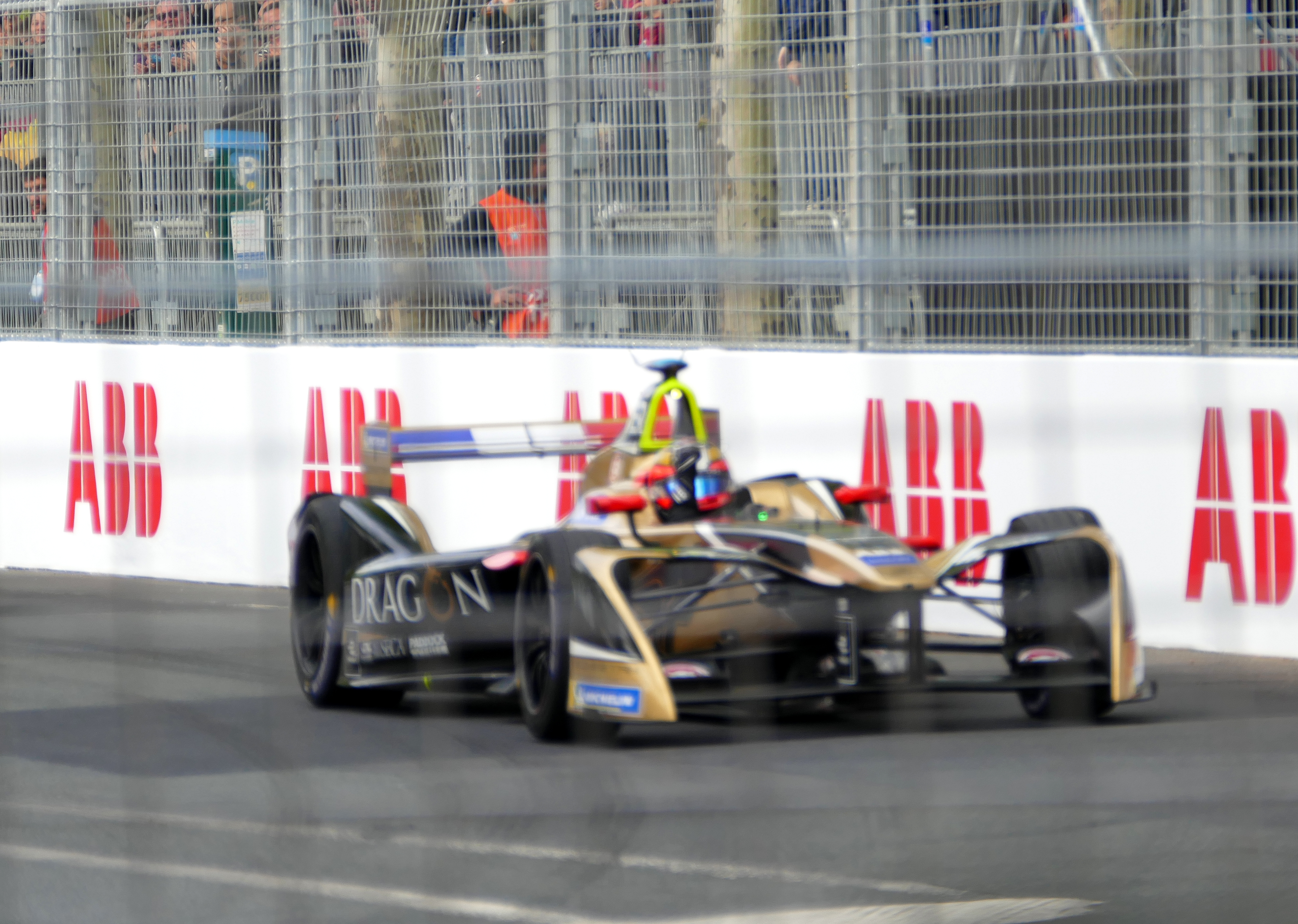
Jean-Éric Vergne gewann das Rennen und baute seine Führung in der Gesamtwertung weiter aus

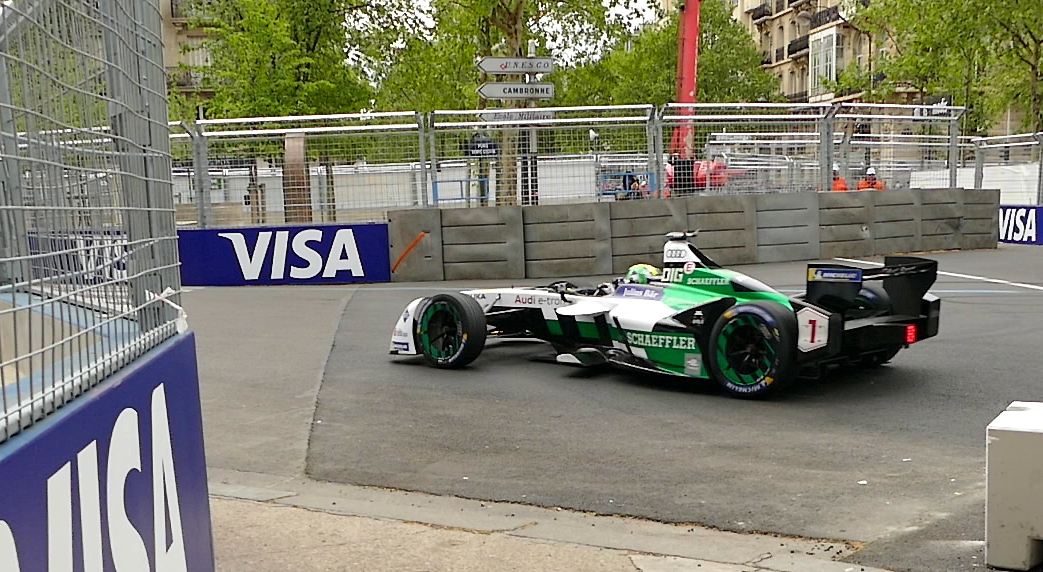
Lucas di Grassi wurde zum dritten Mal in Folge Zweiter

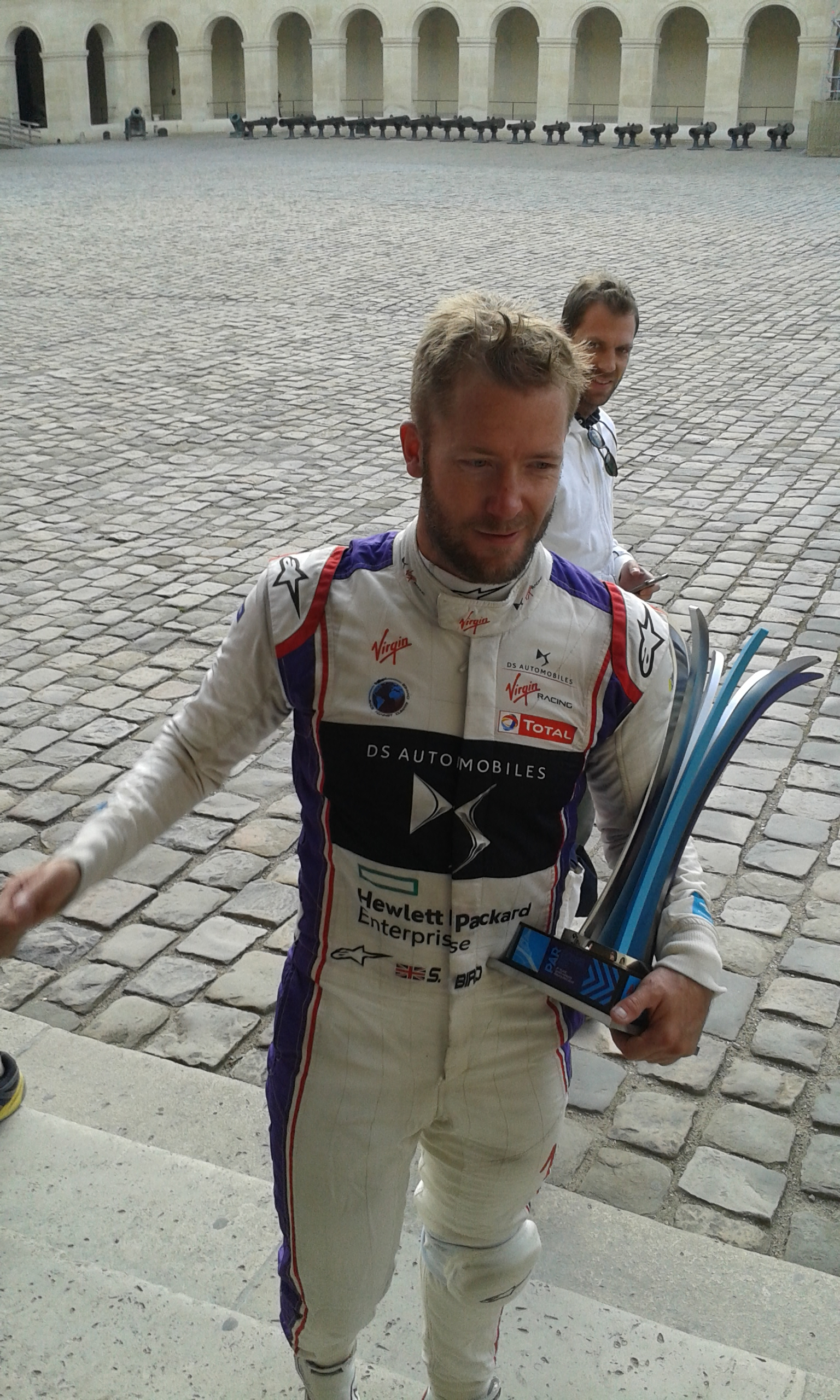
Sam Bird mit dem Pokal für den dritten Platz auf dem Weg zur Pressekonferenz nach dem Rennen

In der Fahrerwertung blieben die ersten drei Positionen unverändert, Vergne baute seinen Vorsprung auf Bird und Rosenqvist aus. In der Teamwertung blieb Techeetah vor DS Virgin, Audi war nun Dritter.

## Meldeliste
Alle Teams und Fahrer verwendeten Reifen von Michelin.
| Team                            | Fahrzeug             | Nr. | Fahrer                 |
| ------------------------------- | -------------------- | --- | ---------------------- |
| Renault e.dams                  | Renault Z.E.17       | 08  | Nicolas Prost          |
| Renault e.dams                  | Renault Z.E.17       | 09  | Sébastien Buemi        |
| Audi Sport ABT Schaeffler       | Audi e-tron FE04     | 01  | Lucas di Grassi        |
| Audi Sport ABT Schaeffler       | Audi e-tron FE04     | 66  | Daniel Abt             |
| Mahindra Racing Formula E Team  | Mahindra M4Electro   | 19  | Felix Rosenqvist       |
| Mahindra Racing Formula E Team  | Mahindra M4Electro   | 23  | Nick Heidfeld          |
| DS Virgin Racing Formula E Team | Virgin DSV-03        | 02  | Sam Bird               |
| DS Virgin Racing Formula E Team | Virgin DSV-03        | 36  | Alex Lynn              |
| Techeetah                       | Renault Z.E.17       | 18  | André Lotterer         |
| Techeetah                       | Renault Z.E.17       | 25  | Jean-Éric Vergne       |
| NIO Formula E Team              | NextEV NIO Sport 003 | 16  | Oliver Turvey          |
| NIO Formula E Team              | NextEV NIO Sport 003 | 68  | Ma Qinghua             |
| Andretti Formula E              | Andretti ATEC-03     | 27  | Tom Blomqvist          |
| Andretti Formula E              | Andretti ATEC-03     | 28  | António Félix da Costa |
| Dragon Racing                   | PENSKE EV-2          | 06  | José María López       |
| Dragon Racing                   | PENSKE EV-2          | 07  | Jérôme D’Ambrosio      |
| Venturi Formula E Team          | Venturi VM200-FE-03  | 04  | Edoardo Mortara        |
| Venturi Formula E Team          | Venturi VM200-FE-03  | 05  | Maro Engel             |
| Panasonic Jaguar Racing         | Jaguar I-Type II     | 03  | Nelson Piquet jr.      |
| Panasonic Jaguar Racing         | Jaguar I-Type II     | 20  | Mitch Evans            |

## Klassifikationen

### Qualifying
| Pos.                                                                   | Fahrer                 | Team                            | Zeit       | Superpole | Start |
| ---------------------------------------------------------------------- | ---------------------- | ------------------------------- | ---------- | --------- | ----- |
| 01                                                                     | Jean-Éric Vergne       | Techeetah                       | 1:01,508   | 1:01,144  | 01    |
| 02                                                                     | Sam Bird               | DS Virgin Racing Formula E Team | 1:01,771   | 1:01,421  | 02    |
| 03                                                                     | André Lotterer         | Techeetah                       | 1:01,818   | 1:01,478  | 03    |
| 04                                                                     | Maro Engel             | Venturi Formula E Team          | 1:01,756   | 1:01,541  | 04    |
| 05                                                                     | António Félix da Costa | Andretti Formula E              | 1:01,563   | 1:02,805  | 05    |
| 06                                                                     | Lucas di Grassi        | Audi Sport ABT Schaeffler       | 1:01,823   | –         | 06    |
| 07                                                                     | Jérôme D’Ambrosio      | Dragon Racing                   | 1:01,836   | –         | 07    |
| 08                                                                     | Sébastien Buemi        | Renault e.dams                  | 1:01,837   | –         | 08    |
| 09                                                                     | Oliver Turvey          | NIO Formula E Team              | 1:01,888   | –         | 09    |
| 10                                                                     | José María López       | Dragon Racing                   | 1:01,902   | –         | 10    |
| 11                                                                     | Felix Rosenqvist       | Mahindra Racing Formula E Team  | 1:02,012   | –         | 11    |
| 12                                                                     | Nick Heidfeld          | Mahindra Racing Formula E Team  | 1:02,058   | –         | 12    |
| 13                                                                     | Nicolas Prost          | Renault e.dams                  | 1:02,092   | –         | 13    |
| 14                                                                     | Mitch Evans            | Panasonic Jaguar Racing         | 1:02,122   | –         | 20    |
| 15                                                                     | Daniel Abt             | Audi Sport ABT Schaeffler       | 1:02,125   | –         | 14    |
| 16                                                                     | Alex Lynn              | DS Virgin Racing Formula E Team | 1:02,139   | –         | 15    |
| 17                                                                     | Tom Blomqvist          | Andretti Formula E              | 1:02,823   | –         | 16    |
| 18                                                                     | Edoardo Mortara        | Venturi Formula E Team          | 1:02,834   | –         | 19    |
| 19                                                                     | Ma Qinghua             | NIO Formula E Team              | 1:02,998   | –         | 17    |
| 110-Prozent-Zeit: 1:07,659 min (bezogen auf Bestzeit von 1:01,508 min) |                        |                                 |            |           |       |
| –                                                                      | Nelson Piquet jr.      | Panasonic Jaguar Racing         | keine Zeit | –         | 18    |

Anmerkungen
1. ↑  Evans wurde wegen eines Getriebewechsels um zehn Startplätze nach hinten versetzt. Da eine vollständige Rückversetzung nicht möglich war, erhielt er zusätzlich eine Fünf-Sekunden-Zeitstrafe.
2. ↑  Mortara wurde wegen zu schnellen Fahrens bei roten Flaggen um drei Startplätze nach hinten versetzt.
3. ↑  Piquet wurde erlaubt zu starten, weil er im freien Training ausreichend schnell gewesen war.

### Rennen
| Pos. | Fahrer                 | Team                            | Runden | Zeit       | Start | Schnellste Runde |
| ---- | ---------------------- | ------------------------------- | ------ | ---------- | ----- | ---------------- |
| 01   | Jean-Éric Vergne       | Techeetah                       | 49     | 54:49,102  | 01    | 1:03,082 (27.)   |
| 02   | Lucas di Grassi        | Audi Sport ABT Schaeffler       | 49     | + 4,882    | 06    | 1:02,367 (34.)   |
| 03   | Sam Bird               | DS Virgin Racing Formula E Team | 49     | + 8,897    | 02    | 1:03,085 (29.)   |
| 04   | Maro Engel             | Venturi Formula E Team          | 49     | + 9,287    | 04    | 1:03,018 (32.)   |
| 05   | Sébastien Buemi        | Renault e.dams                  | 49     | + 10,194   | 08    | 1:02,762 (31.)   |
| 06   | André Lotterer         | Techeetah                       | 49     | + 10,855   | 03    | 1:02,573 (31.)   |
| 07   | Daniel Abt             | Audi Sport ABT Schaeffler       | 49     | + 13,918   | 14    | 1:02,753 (45.)   |
| 08   | Felix Rosenqvist       | Mahindra Racing Formula E Team  | 49     | + 15,271   | 11    | 1:03,072 (34.)   |
| 09   | Oliver Turvey          | NIO Formula E Team              | 49     | + 19,557   | 09    | 1:03,170 (47.)   |
| 10   | José María López       | Dragon Racing                   | 49     | + 20,989   | 10    | 1:02,963 (29.)   |
| 11   | Nick Heidfeld          | Mahindra Racing Formula E Team  | 49     | + 21,698   | 12    | 1:02,813 (30.)   |
| 12   | Jérôme D’Ambrosio      | Dragon Racing                   | 49     | + 26,723   | 07    | 1:02,979 (30.)   |
| 13   | Edoardo Mortara        | Venturi Formula E Team          | 49     | + 29,937   | 19    | 1:02,565 (35.)   |
| 14   | Alex Lynn              | DS Virgin Racing Formula E Team | 49     | + 43,112   | 15    | 1:03,174 (45.)   |
| 15   | Mitch Evans            | Panasonic Jaguar Racing         | 49     | + 43,989   | 20    | 1:02,844 (35.)   |
| 16   | Nicolas Prost          | Renault e.dams                  | 48     | + 1 Runde  | 13    | 1:02,851 (44.)   |
| 17   | Ma Qinghua             | NIO Formula E Team              | 46     | + 3 Runden | 17    | 1:04,319 (18.)   |
| —    | Nelson Piquet jr.      | Panasonic Jaguar Racing         | 32     | DNF        | 18    | 1:03,294 (19.)   |
| —    | Tom Blomqvist          | Andretti Formula E              | 32     | DNF        | 16    | 1:03,516 (15.)   |
| —    | António Félix da Costa | Andretti Formula E              | 02     | DNF        | 05    | 1:38,730 (02.)   |

## Meisterschaftsstände nach dem Rennen
Die ersten zehn des Rennens bekamen 25, 18, 15, 12, 10, 8, 6, 4, 2 bzw. 1 Punkt(e). Zusätzlich gab es drei Punkte für die Pole-Position und einen Punkt für den Fahrer unter den ersten Zehn, der die schnellste Rennrunde erzielte.

### Fahrerwertung
| Pos. | Fahrer            | Team                            | Punkte |
| ---- | ----------------- | ------------------------------- | ------ |
| 01   | Jean-Éric Vergne  | Techeetah                       | 147    |
| 02   | Sam Bird          | DS Virgin Racing Formula E Team | 116    |
| 03   | Felix Rosenqvist  | Mahindra Racing Formula E Team  | 86     |
| 04   | Sébastien Buemi   | Renault e.dams                  | 70     |
| 05   | Lucas di Grassi   | Audi Sport ABT Schaeffler       | 58     |
| 06   | Daniel Abt        | Audi Sport ABT Schaeffler       | 56     |
| 07   | Nelson Piquet jr. | Panasonic Jaguar Racing         | 45     |
| 08   | Mitch Evans       | Panasonic Jaguar Racing         | 43     |
| 09   | André Lotterer    | Techeetah                       | 41     |
| 10   | Oliver Turvey     | NIO Formula E Team              | 34     |
| 11   | Edoardo Mortara   | Venturi Formula E Team          | 29     |
| 12   | Maro Engel        | Venturi Formula E Team          | 23     |

| Pos. | Fahrer                 | Team                            | Punkte |
| ---- | ---------------------- | ------------------------------- | ------ |
| 13   | Nick Heidfeld          | Mahindra Racing Formula E Team  | 21     |
| 14   | Alex Lynn              | DS Virgin Racing Formula E Team | 17     |
| 15   | António Félix da Costa | Andretti Formula E              | 16     |
| 16   | José María López       | Dragon Racing                   | 14     |
| 17   | Jérôme D’Ambrosio      | Dragon Racing                   | 12     |
| 18   | Nicolas Prost          | Renault e.dams                  | 7      |
| 19   | Tom Blomqvist          | Andretti Formula E              | 4      |
| 20   | Luca Filippi           | NIO Formula E Team              | 1      |
| 21   | Kamui Kobayashi        | Andretti Formula E              | 0      |
| 22   | Ma Qinghua             | NIO Formula E Team              | 0      |
| 23   | Neel Jani              | Dragon Racing                   | 0      |

### Teamwertung
| Pos. | Team                            | Punkte |
| ---- | ------------------------------- | ------ |
| 01   | Techeetah                       | 188    |
| 02   | DS Virgin Racing Formula E Team | 133    |
| 03   | Audi Sport ABT Schaeffler       | 114    |
| 04   | Mahindra Racing Formula E Team  | 107    |
| 05   | Panasonic Jaguar Racing         | 88     |

| Pos. | Team                   | Punkte |
| ---- | ---------------------- | ------ |
| 06   | Renault e.dams         | 77     |
| 07   | Venturi Formula E Team | 52     |
| 08   | NIO Formula E Team     | 35     |
| 09   | Dragon Racing          | 26     |
| 10   | Andretti Formula E     | 20     |